# ليه بورسيل
ليه بورسيل (بالإنجليزية: Leah Purcell)‏ هي مغنية وناقدة موسيقية ومخرجة وممثلة أسترالية، ولدت في 14 أغسطس 1970 في أستراليا.

## وصلات خارجية
- ليه بورسيل على موقع IMDb (الإنجليزية)
- ليه بورسيل على موقع قاعدة بيانات الأفلام العربية
- ليه بورسيل على موقع ألو سيني (الفرنسية)
- ليه بورسيل على موقع أول موفي (الإنجليزية)
- ليه بورسيل على موقع قاعدة بيانات الأفلام السويدية (السويدية)
- ليه بورسيل على موقع ديسكوغز (الإنجليزية)
- ليه بورسيل على موقع قاعدة بيانات الفيلم (الإنجليزية)
- ليه بورسيل على موقع كينوبويسك (الروسية)